# Natale senza regali
Natale senza regali è il quarto EP del cantante Marco Mengoni, pubblicato il 1º dicembre 2013 dalla Sony Music.

## Descrizione
L'EP è stato inizialmente reso disponibile gratuitamente sull'iTunes Store in occasione della promozione 12 giorni di regali, lanciata da Apple, e contiene l'omonimo brano contenuto in Pronto a correre, una versione dal vivo di L'essenziale e il videoclip del singolo Pronto a correre.

## Tracce
1. Natale senza regali – 3:44
2. L'essenziale (Live 2013) – 3:51
3. Pronto a correre (Video) – 4:05